# Johannes Serwouters

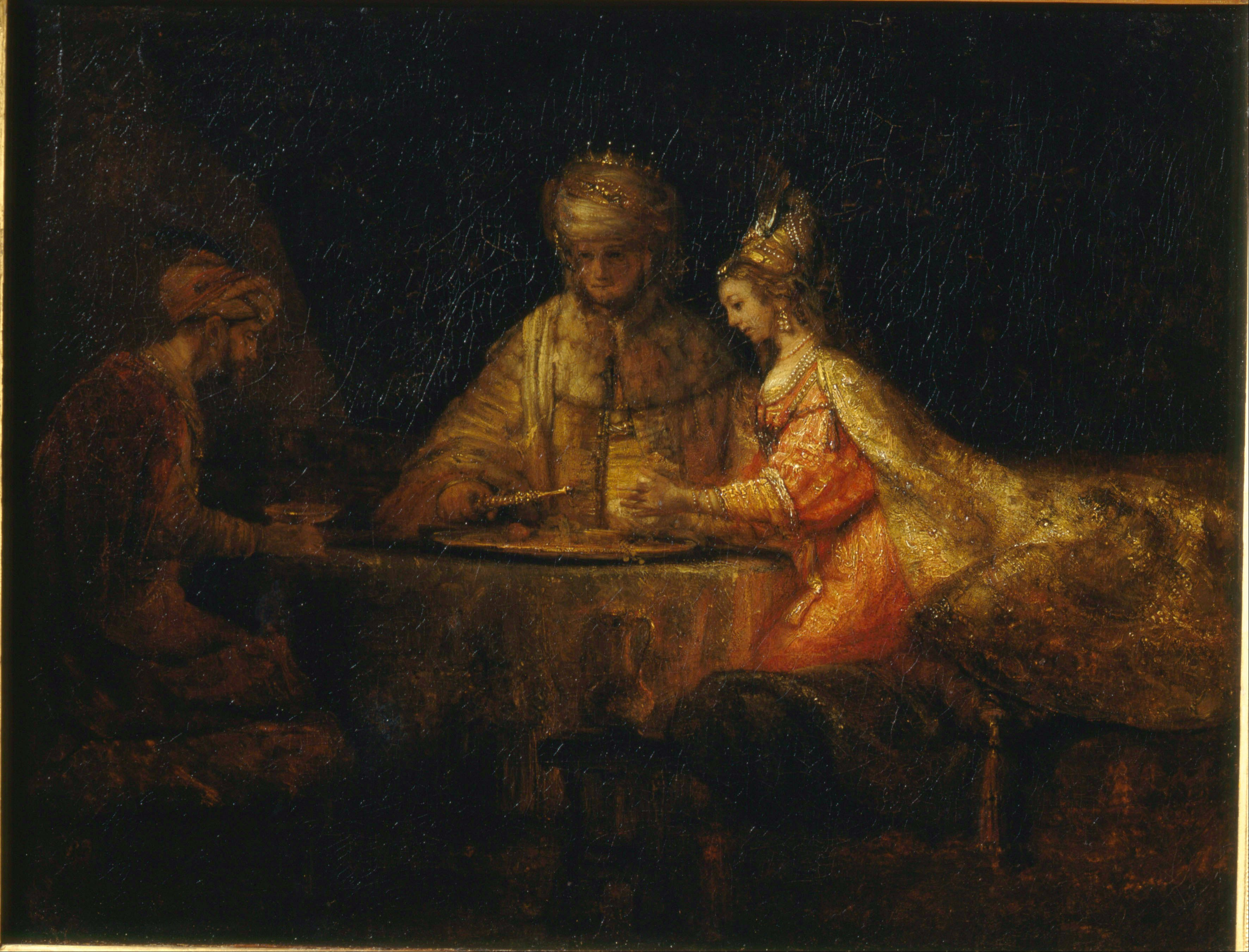
Haman by Hester en Assueer te gast, Rembrandt (1660), 73x94cm, Poesjkinmuseum. Het schilderij is tamelijk donker, vanwege de vernis die ooit is gebruikt

Jo(h)annes Serwouters (Amsterdam, 21 februari 1623 - 1677) was een Nederlands letterkundige, dichter en toneelschrijver. Hij was de zoon van Pieter Serwouters (Antwerpen 1586 - 1657 Amsterdam), graveur, boekhouder en goudleerbewerker. In 1657 maakte hij zijn debuut met het toneelstuk De grooten Tamerlan, met de doodt van Bayazet de I, Turks keiser. Van 1655 tot 1663 was hij regent van de Schouwburg van Van Campen.

## Inhoud
De onzekerheden van het lot, de weedheid van een machtsbeluste tiran, de kwellingen en listen van de liefde waren motieven die de 17de-eeuwers sterk aanspraken. Er zijn opvoeringen gegeven in aan het Zweedse hof, in Hamburg en in Vlaanderen. Den trotsen Leo en Philippus de Goede, Koningen van Sicilien, dateert uit 1658. Zijn stukken hadden een succesvolle nieuwe stijl, waarin hij een klassiek beheerste opzet vermengde met dramatische effecten.
In 1659 werd zijn toneelstuk Hester, oft verlossing der Jooden in de stadsschouwburg opgevoerd. Susanne Eekhout speelde Hester, Adriana Nooseman Vasti, Gillis Nooseman Ahasverus en Heere Pietersz. was Haman. Het stuk was opgedragen aan Leonore Huydecoper, de vrouw van Jan J. Hinlopen. De pogroms in 1648 en 1649 in Polen zijn de aanleiding geweest tot het schrijven van het toneelstuk. Rembrandt maakte een schilderij Ahasveros en Haman aan het feestmaal van Esther naar aanleiding van het toneelstuk.
Serwouters was vanaf 1655 acht achtereenvolgende jaren naast Jan Vos (dichter) en Tobias van Domselaer regent van de Schouwburg van Van Campen. In het bijzonder de katholieken kregen als regenten van de schouwburg de kans om deel te nemen aan de politiek.